# Paulin Vernière
Paulin Vernière (Montpeller, 1818 - ?) fou un geòleg mallorquí.
Després de viure durant una època al Brasil, s'instal·là a Mallorca a finals de la dècada de 1830. S'associà amb l'enginyer Paul Bouvy per dur a terme l'explotació de mines de carbó a Binissalem, devers l'any 1839, i després, l'any 1842, compraren una mina de coure al Montseny. Però les empreses mineres dels dos geòlegs feren fallida aviat.
Entre 1845 i 1849, un altre cop amb Paul Bouvy, van acomplir la dessecació del Prat de Sant Jordi a Palma. El 1852 dissenyaren el projecte de dessecació de s'Albufera de Mallorca, però no aconseguiren el finançament escaient per dur a bon port l'empresa.
Vernière acompanyà el científic alemany Pagenstecher en el seu viatge a Mallorca (1865) i traduí al castellà la seva obra Die insel Mallorka, on es relata aquest viatge. El 1879 formà part de la lògia masònica Reforma 140 de Palma i col·laborà amb els grups republicans locals. Va escriure Una reparación más que una preocupación mallorquina (1877), en la qual defensava la posició de Josep Tarongí en la defensa des xuetes. També va escriure Nociones generales de geología y su aplicación a Mallorca(1880). Els darrers anys de la seva vida els dedicà a l'experimentació agrària en una propietat que havia comprat a Llucmajor. Va ser redactor de El Porvenir Balear i col·laborà amb El Isleño i a El Demócrata.